# Southerniella conicauda
Southerniella conicauda is een rondwormensoort uit de familie van de Diplopeltidae. De wetenschappelijke naam van de soort is voor het eerst geldig gepubliceerd in 1950 door Schuurmans Stekhoven.